# Oxytropis albana
Oxytropis albana là một loài thực vật có hoa trong họ Đậu. Loài này được Steven miêu tả khoa học đầu tiên.